# Filippo Colini
Filippo Colini (né le 21 octobre 1811 à Rome et mort en mai 1863) est un baryton italien d'opéra.

## Biographie
Filippo Colini est connu pour avoir créé des rôles de plusieurs opéras de  Giuseppe Verdi, rôles comprenant celui de Giacomo dans Giovanna d'Arco (1845), celui de Rolando dans La battaglia di Legnano (1849) et celui de Stankar dans Stiffelio (1850). Il crée également le rôle d'Appio Claudio dans Virginia (1843) de Alessandro Nini, Luigi XIV dans Luisa di Francia de Fabio Campana (en) (1844), Severo dans Poliuto de Gaetano Donizetti (1848), Prospero dans La tempesta de Fromental Halévy (1850) et Inquaro dans Alfredo d'Eugenio Terziani (1852).

## Crédit d'auteurs
- (en) Cet article est partiellement ou en totalité issu de l’article de Wikipédia en anglais intitulé « Filippo Colini » (voir la liste des auteurs).